# Anna Gomis
Pour les articles homonymes, voir Gomis.
Anna Gomis, née le 6 octobre 1973 à Tourcoing, est une lutteuse française.

## Biographie
Elle a participé aux Jeux olympiques d'été de 2004 à Athènes dans la catégorie des moins de 55 kilos de lutte libre où elle remporta une médaille de bronze. Elle remporte à cette occasion la première médaille française dans une discipline qui est apparue dans le programme olympique lors de ces mêmes Jeux olympiques. Elle précède l'autre médaille française obtenue par Lise Legrand. Outre sa médaille olympique, Anna Gomis a un palmarès international impressionnant riche de 4 titres mondiaux et 4 couronnes européennes.

## Palmarès
- Jeux olympiques
  -  Médaille de bronze dans la catégorie des - de 55 kilos aux Jeux olympiques d'Athènes en 2004.
- Championnats du monde
  -  Médaille d'or en lutte libre (56 kg) en 1999
  -  Médaille d'or en lutte libre (56 kg) en 1997
  -   Médaille d'or en lutte libre (53 kg) en 1996
  -  Médaille d'or en lutte libre (50 kg) en 1993
  -  Médaille d'argent en lutte libre (56 kg) en 1998
  -  Médaille d'argent en lutte libre (50 kg) en 1994
  -  Médaille de bronze en lutte libre (55 kg) en 2010
  -  Médaille de bronze en lutte libre (57 kg) en 1995
- Championnats d'Europe
  -  Médaille d'or en lutte libre (56 kg) en 1999
  -  Médaille d'or en lutte libre (56 kg) en 1998
  -  Médaille d'or en lutte libre (56 kg) en 1997
  -  Médaille d'or en lutte libre (53 kg) en 1996
  -  Médaille d'argent en lutte libre (55 kg) en 2005
  -  Médaille de bronze en lutte libre (55 kg) en 2007
  -  Médaille de bronze en lutte libre (55 kg) en 2006
  -  Médaille de bronze en lutte libre (56 kg) en 2000
  -   Médaille de bronze en lutte libre (50 kg) en 1993
- Jeux méditerranéens
  -  Médaille d'or en lutte libre (55 kg) en 2005 à Almería,  Espagne
  -  Médaille de bronze en lutte libre (56 kg) en 2001

## Distinctions
- Chevalier de l'ordre national du Mérite (décret du 24 septembre 2004)